# شعب الدوش (عبس)

تعديل مصدري - تعديل

شعب الدوش هي إحدى قرى عزلة بني حسن بمديرية عبس التابعة لمحافظة حجة، بلغ تعداد سكانها 326 نسمة حسب تعداد اليمن لعام 2004.